# Eremo di San Donato
L'eremo di San Donato è un ex convento francescano di Como, costruito nel XV secolo e successivamente convertito ad abitazione civile.
La chiesa e il suo monastero sono costruiti su uno sperone di roccia in località Garzola, a 453 metri sul livello del mare, lungo il sentiero che un tempo era la principale via di comunicazione tra Brunate e Como (salendo da Como, circa a un terzo del tragitto).

## Storia
Era un luogo di penitenza; inizialmente una grotta naturale utilizzata dagli eremiti, probabilmente monaci benedettini, ora nota come grotta del beato Geremia. Nella grotta sono presenti due statue di santi, una delle quali fu decapitata dai soldati napoleonici.
Nel VII secolo, sul luogo, durante l'insediamento di comunità orientali nel comasco, fu costruita una torre di segnalazione fortificata e collegata al Castello Baradello. La torre divenne il campanile della chiesa e del monastero.
L'eremo è dedicato a san Donato patrono di Arezzo il cui culto si diffuse nella zona nell'alto medioevo. 
Già appartenente al monastero benedettino annesso alla chiesa di san Giuliano, nel 1435 passò in uso ai francescani del terz'ordine, ai quali fu definitivamente ceduto nel 1458 con bolla papale. Fino al 1654, questi ultimi si prodigarono nella cura d'anime degli abitanti di Brunate, Camnago e Lora.  
A seguito di un ampliamento, la chiesa fu riconsacrata dal vescovo di Como Giovanni Antonio Volpi in data 4 maggio 1565. 
L'eremo è citato sia negli atti delle visite pastorali dei delegati di Gerardo Landriani (1444-1445) sia in quelle di Feliciano Ninguarda (1589-1592).
Nel 1772 avvenne la soppressione del convento, mentre nel 1780 il complesso fu venduto a privati: da allora è stato adibito ad abitazione. 
All'inizio degli anni 1980 il complesso è stato frazionato e trasformato in un condominio di dodici appartamenti indipendenti. La chiesa risulta essere il solo edificio ad aver mantenuto la funzione originaria: si tratta di una chiesa a unica navata con cappella laterale e abside coperta da una volta ad ombrello.

## Curiosità
L'eremo fu la residenza di don Giuseppe Bernasconi (1825-1923), prete garibaldino comasco che ci si trasferì in "esilio volontario" dopo aver, durante le guerre d'indipendenza italiane, lasciato temporaneamente l'abito talare per vestire la divisa di volontario garibaldino, imbracciare il fucile e combattere al fianco di Giuseppe Garibaldi per l'unità d'Italia. Durante le campagne del 1859 e del 1866 si distinse nell'assistenza dei feriti, ma anche in azioni di combattimento sul campo. Dal 1938 è intitolata a don Bernasconi la strada sterrata che dalla fermata del bus di Garzola superiore porta proprio all'eremo dove il prelato-combattente morì a 98 anni nel 1923.